# Żerań Duży
Żerań Duży – wieś sołecka w Polsce położona w województwie mazowieckim, w powiecie ostrołęckim, w gminie Olszewo-Borki.
W latach 1975–1998 miejscowość administracyjnie należała do województwa ostrołęckiego.
Wierni kościoła rzymskokatolickiego należą do parafii św. Stanisława Kostki w Żebrach-Perosach.